# Nick Adams (personaggio)
Nicholas Adams è un personaggio immaginario, protagonista di ventiquattro racconti scritti negli anni '20 e '30 dall'autore americano Ernest Hemingway.  Adams è in parte ispirato dalle esperienze personali di Hemingway, dalle estati trascorse nel Michigan settentrionale nel cottage di famiglia al servizio nel corpo di ambulanze della Croce Rossa durante la prima guerra mondiale. La prima delle storie di Hemingway con Nick Adams fu pubblicata nella sua raccolta del 1925 In Our Time, con Adams che appare da bambino in "Indian Camp", il primo racconto della raccolta.
Tutte le storie di Nick Adams furono successivamente raccolte in un libro del 1972, pubblicato dopo la morte di Hemingway, intitolato The Nick Adams Stories. Sono, per la maggior parte storie di adolescenza. Nel loro insieme, come in The Nick Adams Stories, raccontano il raggiungimento della maggiore età di un giovane in una serie di episodi collegati. Le storie sono ordinate in base all’età di Adams in quella storia.

## Le storie di Nick Adams

### Primi racconti
- Tre spari
- Campo indiano
- Il dottore e la moglie del dottore
- Gli Indiani
- Dieci indiani si sono trasferiti

### Racconti dove è l’unico personaggio
- La Luce del Mondo
- I combattenti
- Gli assassini
- L’ultimo buon paese
- Attraversando il Mississippi

### Ambientati in guerra
- Notte prima della battaglia
- Nick si è seduto contro il muro
- Ora mi mento
- Come non sarai mai
- In un altro paese

### Nei panni di un soldato
- Due grandi cuori
- La fine di qualcosa
- I tre giorni esplosivi
- Persone d’estate

### Con un altro protagonista
- Giorno di matrimonio
- Scrivendo
- Un Alpino Idyll
- Attraverso la neve della nazione
- Padri e figli